# Rick & the Ravens
Rick & the Ravens var et band som organisten fra The Doors, Ray Manzarek, spillede i inden har blev en del af The Doors. Rick & the Ravens nåede at udgive tre singler inden bandet blev opløst og reorganiseret under navnet The Doors.
Bandet er i 2011 blevet gendannet uden Ray Manzarek som medlem, men med broderen Rick Manczarek.

## Demoindspilning 1965
Rick & the Ravens indspillede kort inden opløsningen i 1965 en række demoer med bl.a. sangene "Moonlight Drive", "My Eyes Have Seen You", "Hello, I Love You", "End of the Night" og "Summer's Almost Gone", der alle senere blev indspillet af The Doors.
Medvirkende på disse demoer var Ray Manzarek (piano) og dennes to brødre Rick (guitar) og Jim (mundharmonika) og en ikke-krediteret bassist. Herudover medvirkede Jim Morrison på vokal samt John Densmore på trommer. Bortset fra Robbie Krieger medvirkede den originale besætning i The Doors således på demoerne, der betragtes som de første spæde indspilninger med The Doors. De seks demoer er udgivet på The Doors Box Set.

## Eksterne links
- Rick & the Ravens på allmusic.com

| Musik | Spire Denne musikartikel er en spire som bør udbygges. Du er velkommen til at hjælpe Wikipedia ved at udvide den. |